# Рейес Костилья, Диего
Диего Рейес Костилья (исп. Diego Reyes Costilla; родился 3 сентября 2007) — мексиканский футболист, нападающий клуба «Америка».

## Клубная карьера
Уроженец Толуки, Диего Рейес является воспитанником футбольной академии клуба «Америка». 6 июля 2024 года 16-летний игрок дебютировал в основном составе «Америки» в матче мексиканской Апертуры против клуба «Атлетико Сан-Луис», став самым молодым игроком «Америки» в истории турнира.

## Карьера в сборной
В 2022 году сыграл за сборные Мексики до 15 и до 16 лет.